# گوتفرید اسونسون
گوتفرید اسونسون (سوئدی: Gottfrid Svensson؛ ۱۳ مه ۱۸۸۹ – ۱۹ اوت ۱۹۵۶) کشتی‌گیر اهل سوئد بود.
وی در مسابقات کشوری و بین‌المللی در مجموع برندهٔ ۱ مدال نقره شده‌است.